# 晓星
晓星（1923年—2006年11月5日），原名孙德培，笔名萧琛、晓星，男，浙江宁波人，生于上海，中国歌词作家、作曲家、民歌研究家，曾任中国音乐家协会理事。

## 生平
孙德培13岁時成為童工。19岁時参加新四军，进入中国人民抗日军事政治大学第九分校學習，之後把名字改为晓星。他後來和吕骥等人共同创作出《钢铁部队进行曲》、《解放全中国》、《我们是人民子弟兵》、《剿匪胜利之歌》、《打击侵略者》、《给我一支枪》、《毛泽东颂歌》、《像王杰一样成长》、《歌唱科学的春天》等歌曲。